# Triangeln (stacja kolejowa)
Triangeln (szwedzki: Triangelns station) – stacja kolejowa w Malmö, w regionie Skania, w Szwecji. Położona jest w centrum Malmö w pobliżu kościoła św. Jana, blisko dzielnicy Möllevången i Pildammsparken. Stacja została otwarta w grudniu 2010 roku w ramach nowo wybudowanego Citytunneln wraz z dworcem Hyllie i nową częścią podziemną Malmö centralstation.

## Linie kolejowe
- Öresundsbanan

## Galeria

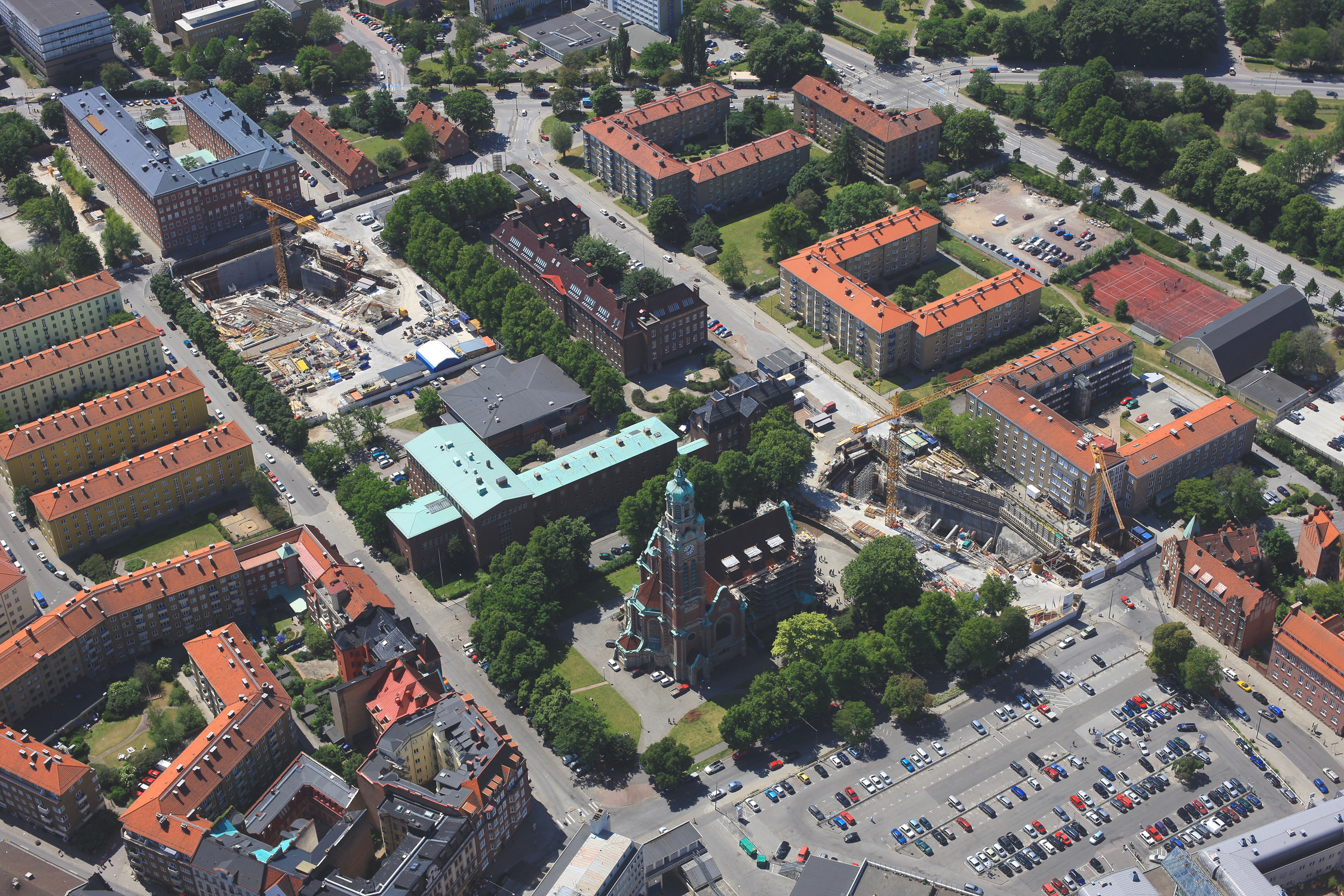
Budowa stacji w 2008
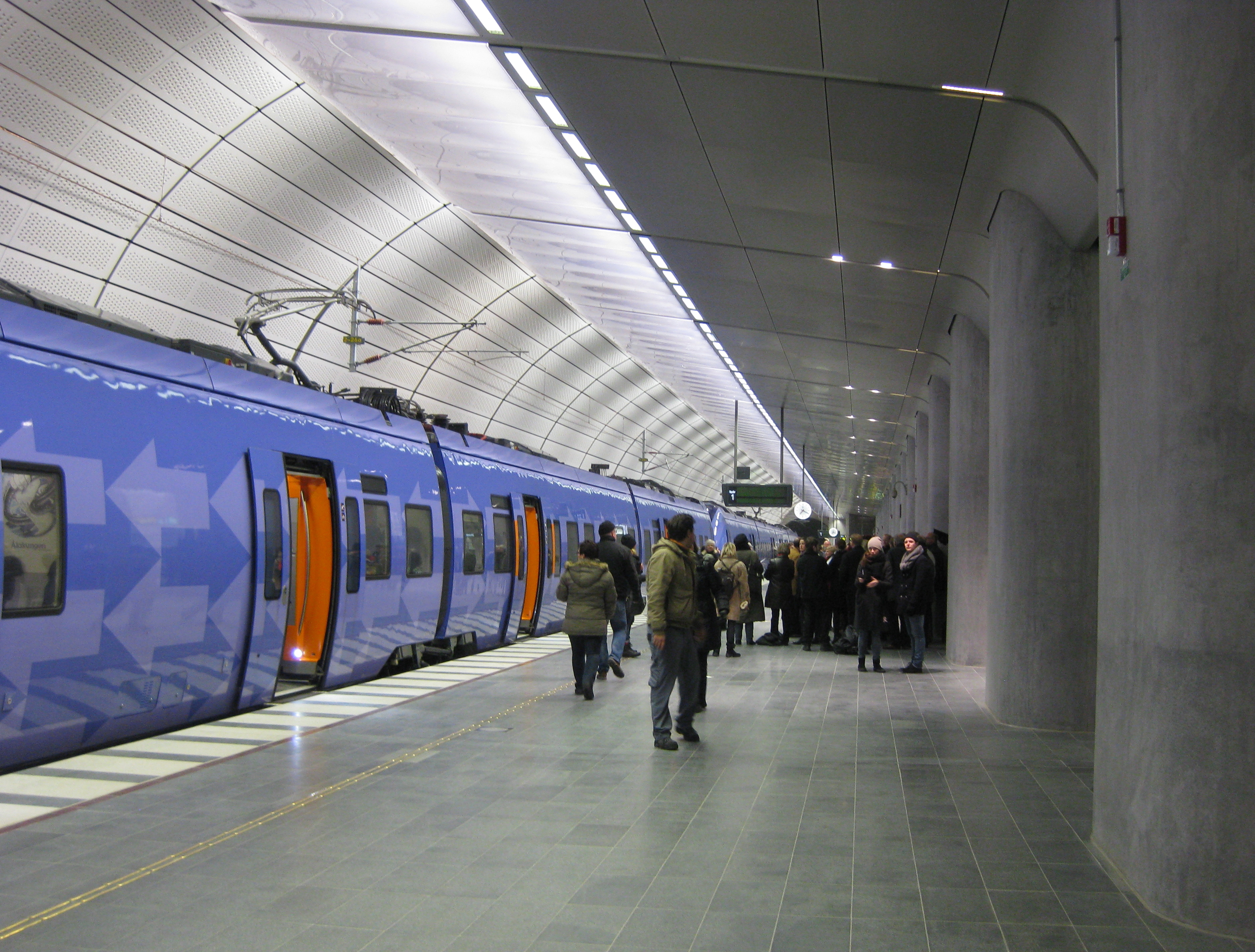
Peron stacji
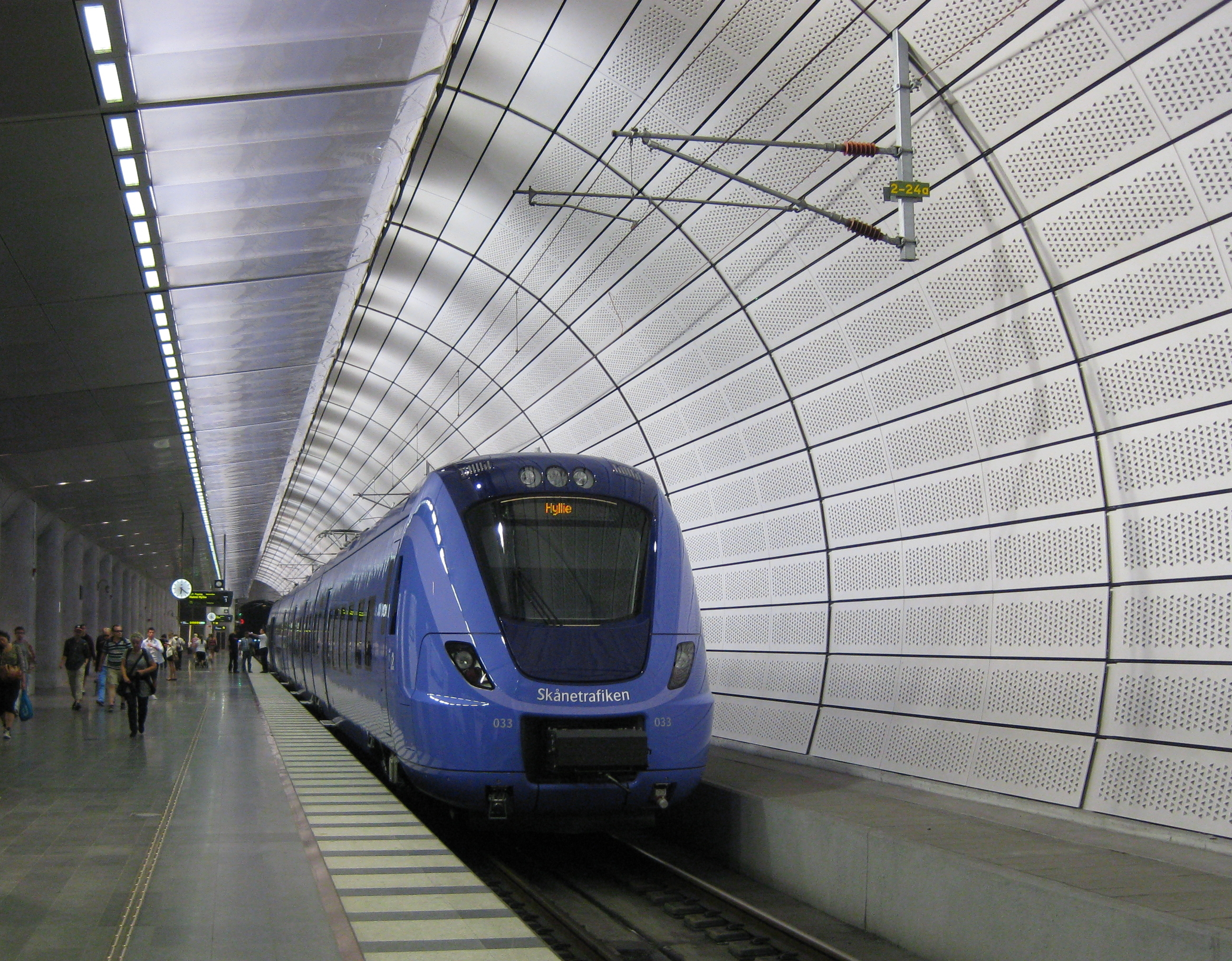
Pågatåg na stacji
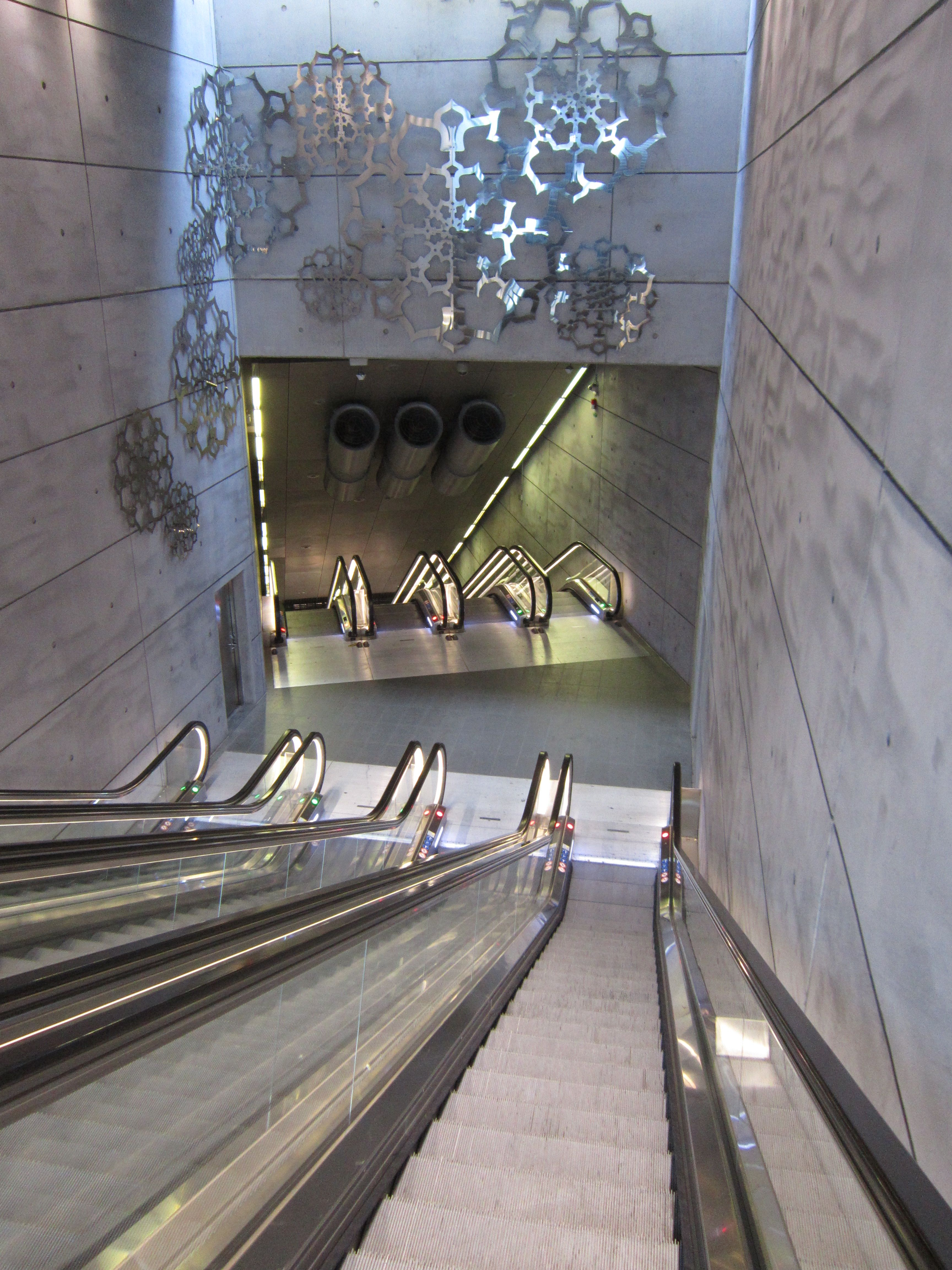
Schody ruchome w północnym wejściu
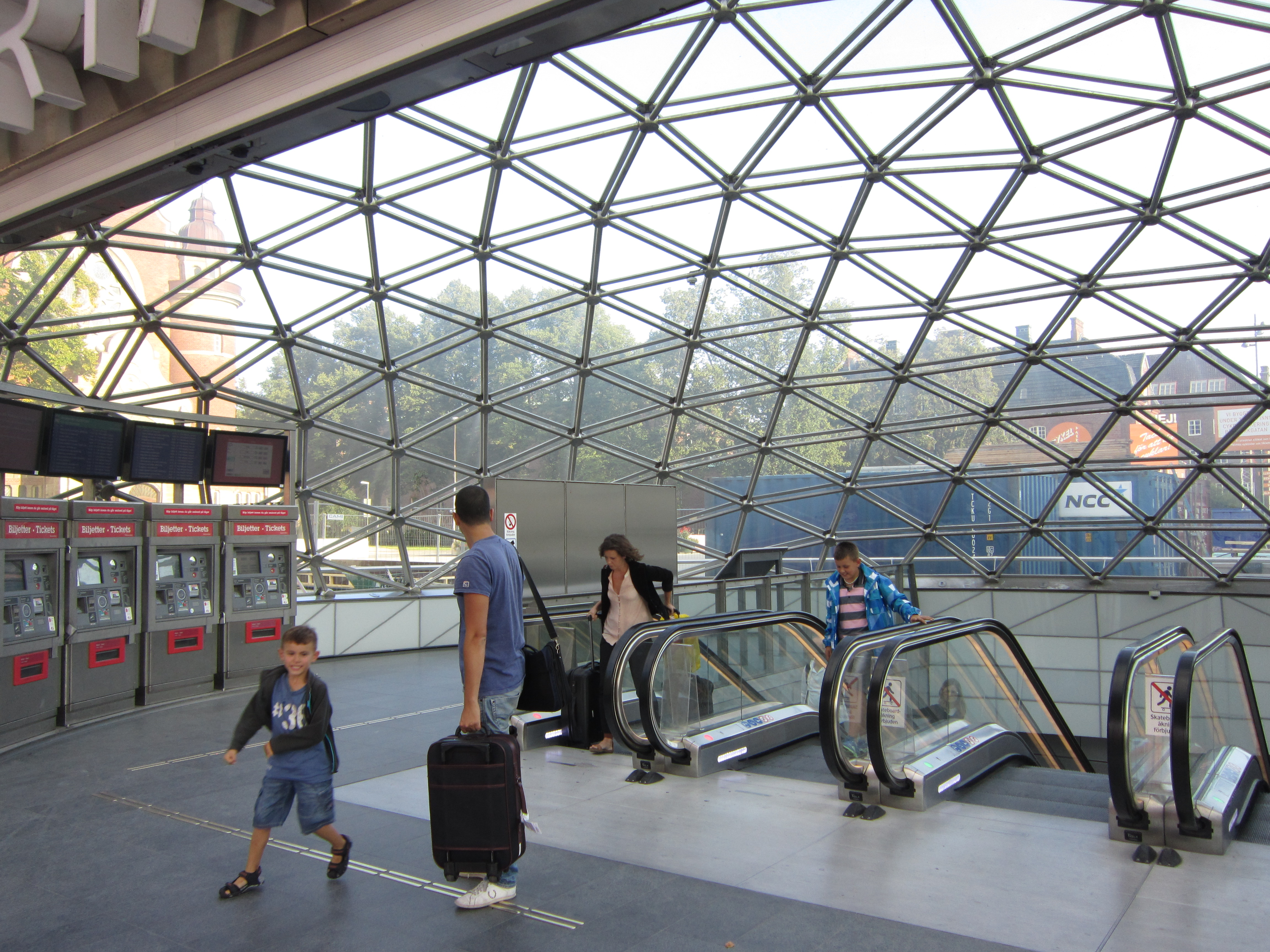
Północne wejście